# 瓦瓦
瓦瓦是巴西巴伊亚州的一个市镇。总面积2950.274平方公里，总人口27196人，人口密度9.2人/平方公里。